# Журавский сельский совет (Крым)
Журавский сельский совет (укр. Журавська сільська рада, крымскотат. Bayraç köy şurası) — административно-территориальная единица в Кировском районе в составе АР Крым Украины (фактически до 2014 года; ранее до 1991 года — в  составе Крымской области УССР в СССР, до 1954 года — в составе Крымской области РСФСР в СССР, до 1945 года — в составе Крымской АССР РСФСР в СССР). Население по переписи 2001 года — 5113 человек, площадь совета 110 км². Территория сельсовета находится на юго-востоке района в степном Крыму, в долине реки Чурюк-Су.
К 2014 году сельсовет состоял из 5 населённых пунктов:
- Журавки
- Видное
- Маковское
- Новопокровка
- Тутовка

## История
Сеит-Элинский сельсовет был образован в начале 1920-х годов в составе Владиславовского района Феодосийского уезда. Декретом ВЦИК от 4 сентября 1924 года «Об упразднении некоторых районов Автономной Крымской С. С. Р.» Владиславовский район в октябре 1924 года был преобразован в Феодосийский и совет включили в его состав. По результатам всесоюзной переписи 17 декабря 1926 года Сеит-Элинский сельский совет включал 15 населённых пунктов с населением 2740 человек.
Также в состав совета входила водопроводная будка Егет с 5 жителями. Постановлением ВЦИК «О реорганизации сети районов Крымской АССР» от 30 октября 1930 года из Феодосийского района был выделен (воссоздан) Старо-Крымский район (по другим сведениям 15 сентября 1931 года) и совет включили в его состав, а, с образованием в 1935 году Кировского — в состав нового района. Указом Президиума Верховного Совета РСФСР от 21 августа 1945 года Сеит-Элинский сельсовет был переименован в Журавский. С 25 июня 1946 года Журавский сельсовет в составе Крымской области РСФСР, а 26 апреля 1954 года Крымская область была передана из состава РСФСР в состав УССР. На 15 июня 1960 года в составе совета числились следующие населённые пункты:

| - - Видное - Журавки - Изобильное - Ленинское | - - Маковское - Новопокровка - Партизаны - Петровка | - - Спасовка - Тамбовка - Фрунзево |

Указом Президиума Верховного Совета УССР «Об укрупнении сельских районов Крымской области», от 30 декабря 1962 года Кировский район был упразднён и совет присоединили к Ленинскому. 1 января 1965 года, указом Президиума ВС УССР «О внесении изменений в административное районирование УССР — по Крымской области», вновь включили в состав Кировского. К 1968 году были ликвидированы Петровка и Тамбовка, Изобильное передано в Первомайский сельсовет, а в состав принята Тутовка бывшего Изюмовского сельсовета. К 1974 году упразднены Ленинское и Фрунзево, в 1978 году создан Партизанский сельсовет в который отошла и Спасовка и совет обрёл современный состав. С 12 февраля 1991 года сельсовет в восстановленной Крымской АССР, 26 февраля 1992 года переименованной в Автономную Республику Крым. С 21 марта 2014 года в составе Крыма аннексирован Россией. Законом «Об установлении границ муниципальных образований и статусе муниципальных образований в Республике Крым» от 4 июня 2014 года территория административной единицы была объявлена муниципальным образованием со статусом сельского поселения.